# Austrocercella autumnalis
Austrocercella autumnalis är en bäcksländeart som beskrevs av Günther Theischinger 1984. Austrocercella autumnalis ingår i släktet Austrocercella och familjen Notonemouridae. Inga underarter finns listade i Catalogue of Life.